# Jeremy Mooiman
Jeremy Mooiman (Zoetermeer, 22 november 1995) is een Nederlands politicus namens de PVV.
Mooiman zat tussen 2018 en 2023 in de gemeenteraad van Zoetermeer, als fractievoorzitter. Sinds 2016 is hij lid van de Provinciale Staten van Zuid-Holland. Sinds 6 december 2023 is hij lid van de Tweede Kamer der Staten-Generaal. 

## Jeugd en werk
Mooiman werd geboren in Zoetermeer en groeide daar op in de wijk Meerzicht. Hij deed de opleiding applicatieontwikkelaar, MBO-4 aan het ID College te Zoetermeer. Daarna werkte Mooiman als IT-consultant en Atlassian specialist.

## Politiek
Mooiman stond in 2014 op de kieslijst van de Lijst Hilbrand Nawijn in Zoetermeer, op plek 17. In 2015 sloot hij zich aan bij de PVV en stond hij op plek 9 voor de verkiezingen van Provinciale Staten. De PVV haalde 8 zetels maar in 2016 kwam Mooiman de Staten in vanwege een vrijkomende zetel. In 2018 was Mooiman lijsttrekker bij de gemeenteraadsverkiezingen in Zoetermeer. De PVV haalde in Zoetermeer twee zetels en Mooiman werd fractievoorzitter. 1 januari 2019 werd hij vicefractievoorzitter voor de PVV Zuid-Holland en tijdens de verkiezingen in dat jaar stond hij op plek 4. Mooiman zette zich gedurende deze periode o.a. in voor woningbouw op Bleizo-West in de gemeente Lansingerland. De gemeenteraden van Zoetermeer en Lansingerland wilde daar 4000-6000 woningen bouwen maar de Provincie Zuid-Holland blokkeerde dit. In 2022 was Mooiman opnieuw lijsttrekker van de PVV in Zoetermeer. In 2023 stond Mooiman op plek 2 van de PVV kieslijst tijdens de Provinciale Statenverkiezingen van 2023.
Max Aardema · Reinder Blaauw · Maikel Boon · Vincent van den Born · Martin Bosma · Willem Boutkan · René Claassen · Patrick Crijns · Marco Deen · Teun van Dijck · Emiel van Dijk · Eric Esser · Chris Faddegon · Dion Graus · Peter van Haasen · Hidde Heutink · Patrick van der Hoeff · Léon de Jong · Alexander Kops · Gidi Markuszower · Rachel van Meetelen · Jeremy Mooiman · Edgar Mulder · Jeanet Nijhof-Leeuw · Joeri Pool · Dennis Ram · Robert Rep · Raymond de Roon · Peter Smitskam · Folkert Thiadens · Nico Uppelschoten · Jan Valize · Martine van der Velde · Elmar Vlottes · Marina Vondeling · Henk de Vree · Geert Wilders
- Parlement.com: vm8chg3glkwi